# Le Monteil-au-Vicomte
 Le Monteil-au-Vicomte  ist eine französische Gemeinde mit 217 Einwohnern (Stand 1. Januar 2022) im Département Creuse in der Region Nouvelle-Aquitaine; sie gehört zum Arrondissement Guéret und zum Kanton Felletin.

## Geografie
Die Gemeinde Le Monteil-au-Vicomte liegt am oberen Taurion im Norden des Zentralmassivs, 18 Kilometer westlich von Aubusson.

## Bevölkerungsentwicklung
| Jahr      | 1962 | 1968 | 1975 | 1982 | 1990 | 1999 | 2007 | 2019 |
| Einwohner | 273  | 289  | 281  | 287  | 248  | 266  | 225  | 200  |

## Sehenswürdigkeiten
- Kirche Saint-Pierre
- Burgruine (12. Jahrhundert)

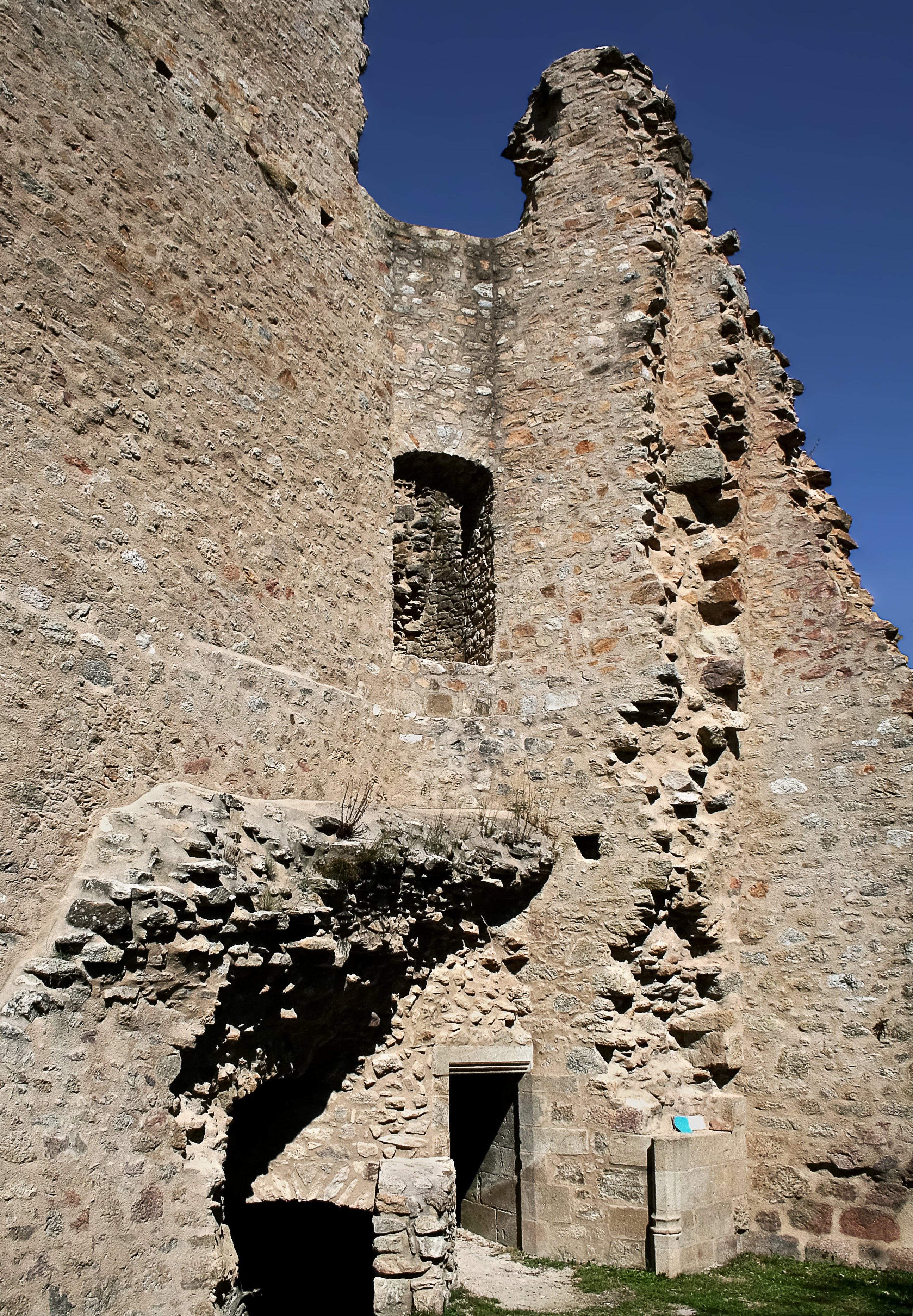
Burgruine
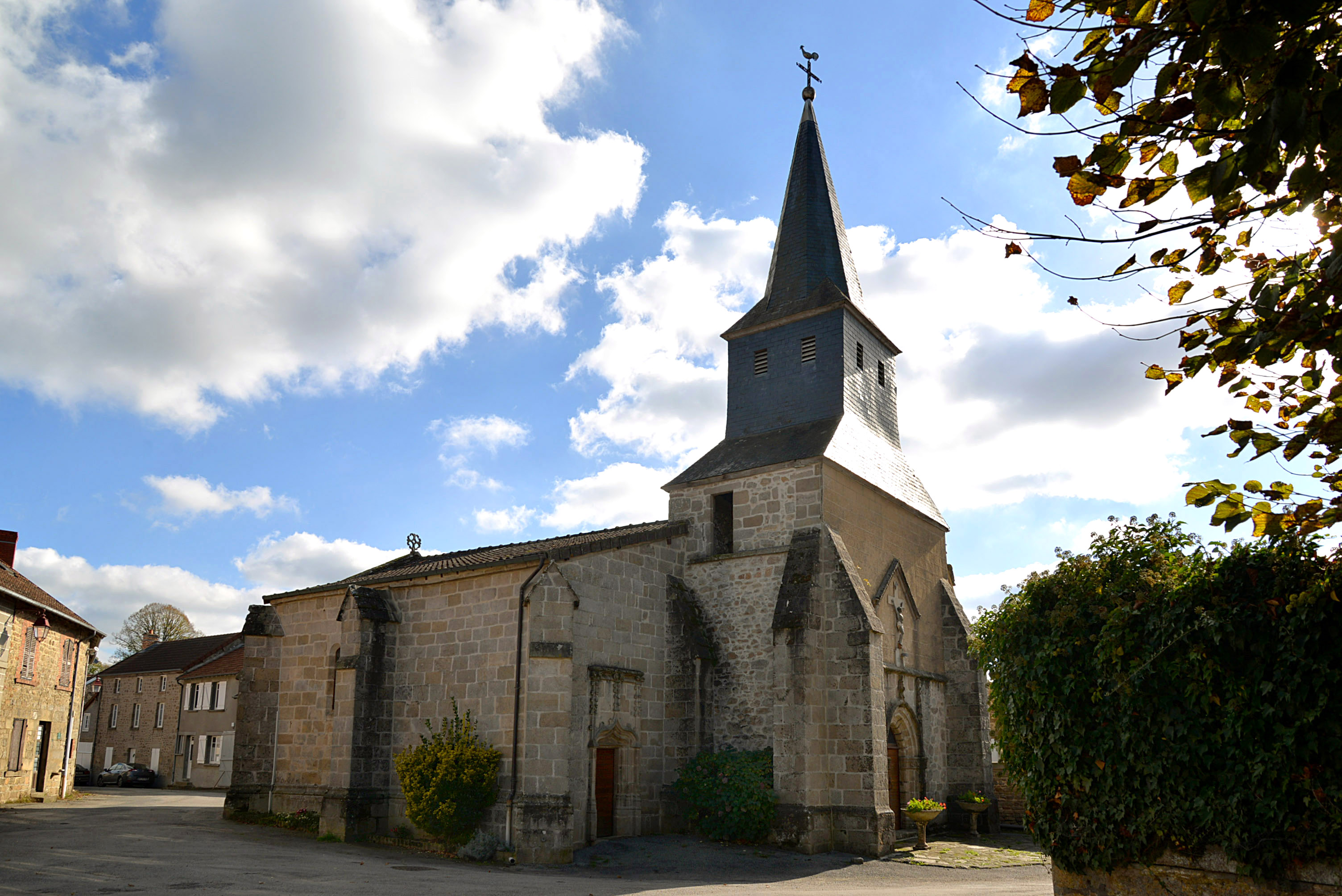
Kirche Saint-Pierre

## Persönlichkeiten
- Pierre d’Aubusson (1423–1503), Kardinal